# Paramylodon
Il paramilodonte (Paramylodon harlani) è un mammifero xenartro estinto, vissuto nel Pleistocene. I suoi resti sono stati ritrovati in Nordamerica.

## Bradipi giganti
Questo grande e pesante animale, strettamente imparentato con gli attuali bradipi, era un erbivoro, e viveva nelle pianure aperte del continente americano fino a circa 10.000 anni fa. Le zampe possenti erano armate di unghioni con i quali il paramilodonte avvicinava a sé le fronde degli alberi e si difendeva dai predatori, come le tigri dai denti a sciabola del genere Smilodon. La corporatura massiccia, già di per sé, costituiva un formidabile deterrente; il pelame, con tutta probabilità, era molto folto e al di sotto era presente una sorta di corazza costituita da piccoli tubercoli. L'andatura di questo animale, lungo circa 3 metri, era molto goffa e lenta.

## Gli "unghioni" nel bitume
Molti resti di Paramylodon sono stati rinvenuti nei famosi pozzi di bitume di Rancho La Brea, in pieno centro di Los Angeles. Probabilmente i paramilodonti, animali non troppo intelligenti, venivano attirati dalle pozze d'acqua e poi vi rimanevano intrappolati a causa del bitume sottostante, facile preda di carnivori che, a loro volta, rimanevano invischiati nella trappola mortale. Un genere assai simile, esclusivamente sudamericano, è Glossotherium, con il quale è spesso confuso.